# Fiorinia citri
Fiorinia citri är en insektsart som beskrevs av Young 1987. Fiorinia citri ingår i släktet Fiorinia och familjen pansarsköldlöss. Inga underarter finns listade i Catalogue of Life.